# Monument de Bukhansan

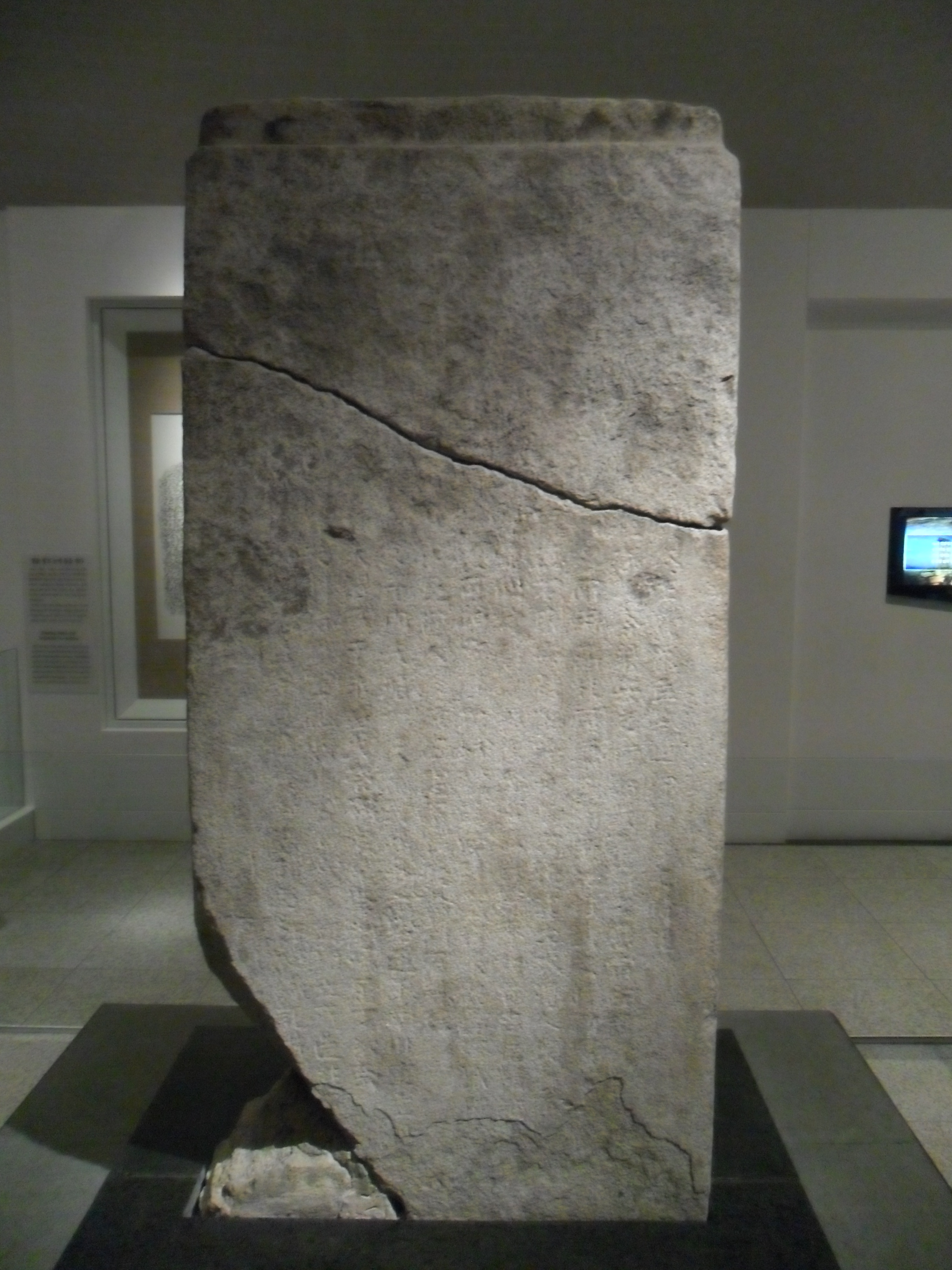
Le monument de Bukhansan

Le monument de Bukhansan est une stèle datant du règne du roi Jinheung (r. 540-576) de Silla qui a été retrouvé en Corée sur une montagne du nord de Séoul, le Bukhansan. Classé trésor national no 3, il est actuellement conservé au musée national de Corée.
Originellement posé sur un piédestal en pierre à deux niveaux, c'est un monument rectangulaire d'une hauteur de 154 cm pour 69 cm de large et 16 cm d'épaisseur dont la valeur est particulièrement importante car il porte une des plus anciennes inscriptions donnant des informations sur l'histoire de la Corée. Le texte est composé de 12 lignes de 32 caractères qui ont souffert de l'érosion. Il célèbre l'expansion territoriale atteinte par le roi Jinheung dans la vallée du fleuve Han et sa visite des nouvelles frontières de son royaume.
La date de son érection est illisible mais elle doit être proche de 561-568 car ce monument fait partie d'un groupe de monuments commémorant la visite du roi, notamment le monument de Changnyeong, le monument de Hwangchoryong (ko) et le monument de Maunryong (ko).
Il a été redécouvert en 1816 par le calligraphe et maître à penser de l'école silhak Chusa (Kim Jeong-hui).